# Trasporto ferroviario in Slovacchia
Il trasporto ferroviario in Slovacchia ebbe inizio il 21 settembre 1840, con l'apertura della prima linea con trazione a cavalli da Bratislava a Svätý Jur (allora nel Regno d'Ungheria). La prima linea a vapore iniziò il suo esercizio il 20 agosto 1848 e collegava l'attuale capitale slovacca a Vienna.
La compagnia Železnice Slovenskej republiky (ŽSR) venne fondata nel 1993, come successore delle Ferrovie di Stato cecoslovacche nel Paese, dopo il divorzio di velluto. Fino al 1996 le ŽSR ebbero il monopolio formale sul trasporto ferroviario slovacco, ma rimase un monopolio de facto fino all'ingresso nello Stato di operatori privati agli inizi del 2010. Alcune compagnie private includono RegioJet, che opera sulle tratte Praga-Košice, Žilina-Košice, Žilina-Bratislava-Praga e Komárno-Dunajská Streda-Bratislava. L'operatore Leo Express effettua la tratta Bratislava-Komárno, Praga-Košice e Praga-Prešov.

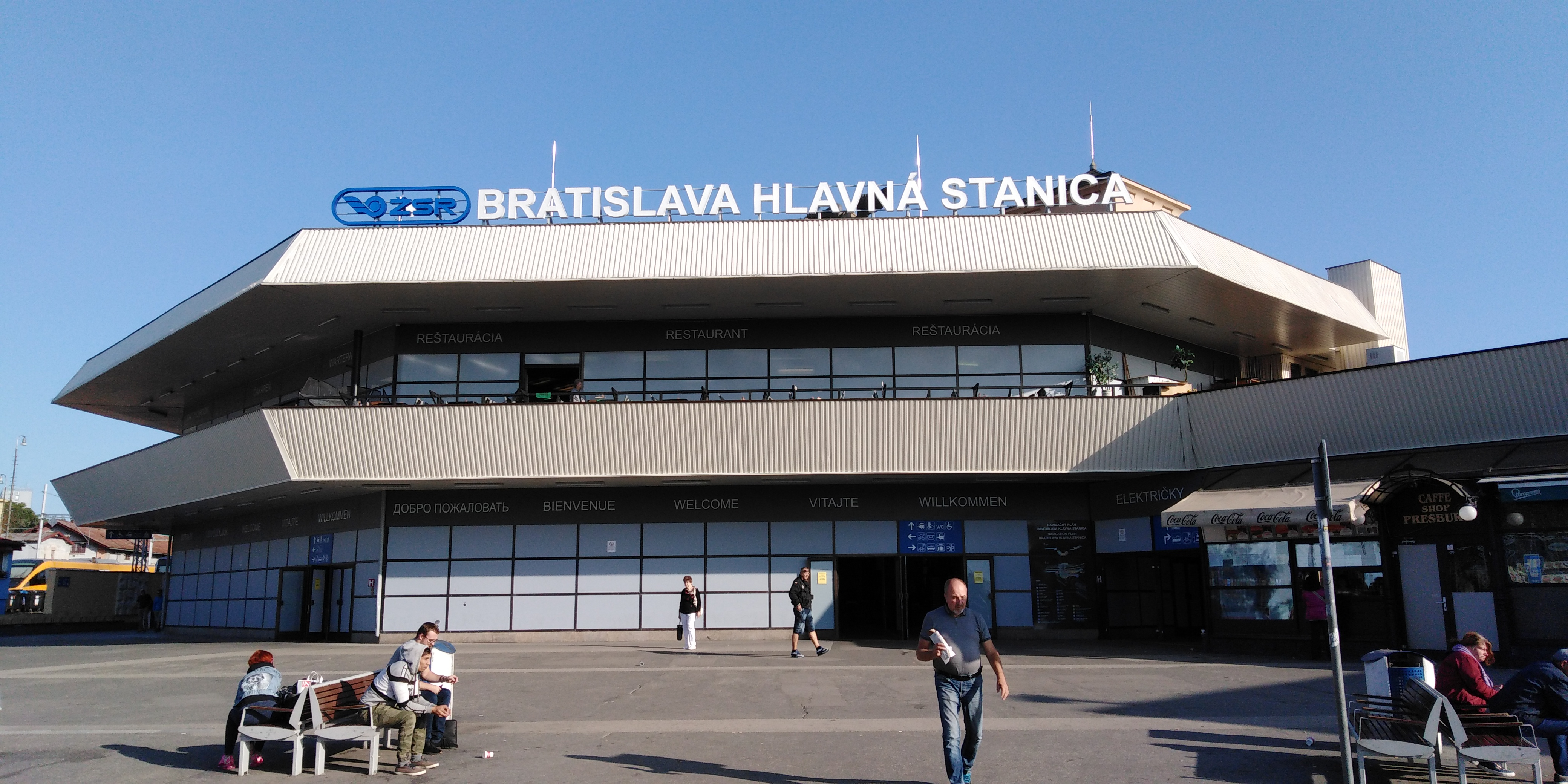
La facciata della stazione di Bratislava Centrale

Dal 2002 una legge ha diviso la compagnia: alle ŽSR rimase la manutenzione dell'infrastruttura, mentre il servizio passeggeri e cargo venne spostato sulla compagnia Železničná spoločnosť (ŽSSK). Nel 2005 la compagnia ZSSK venne ulteriormente divisa in Železničná spoločnosť Slovensko per il trasporto passeggeri e Železničná spoločnosť Cargo Slovakia (ŽSCS) per il servizio cargo. Il trasporto merci è gestito da ŽSCS e da circa 30 compagnie private.
La Slovacchia aderisce all'UIC, l'Unione internazionale delle ferrovie. Il codice assegnato dall'UIC alla Slovacchia è 56.

## Storia
La ferrovia è diventata un prerequisito importante per lo sviluppo economico e sociale del Paese. Nel 1837 iniziò la costruzione della prima linea ferroviaria europea; la sua costruzione divenne una potenziale minaccia per il mercato dei prodotti agricoli e del legname della Slovacchia occidentale. Fu fondata inizialmente una società per costruire una ferrovia con trazione a cavalli che avrebbe collegato cinque città tra Bratislava e Trnava. Il servizio fu fornito fino alla prima metà del XIX secolo. All'inizio la costruzione della rete era nelle mani dello Stato, ma successivamente, nel 1854, lo Stato affidò la costruzione della ferrovia a imprenditori privati.

### Dal 1867 al 1918
L'intensità della costruzione di ferrovie cambiò dopo il 1867, con l'istituzione del ministero dei trasporti e dei lavori pubblici. Il principale obiettivo di questo dicastero era quello di costruire reti di trasporto e di comunicazione indipendenti dall'Austria. Ciò portò alla costruzione di un certo numero di linee ferroviarie in Slovacchia. Tra il 1867 e il 1873 furono costruite le seguenti linee:
- Košice – Žilina – Bohumín;
- Pešť – Fiľakovo – Lučenec – Zvolen – Vrútky;
- Michaľany – Humenné – Medzilaborce – Lupkov – Przemysl;
- Košice – Michaľany – Slovenské Nové Mesto – Čop;
- Bratislava – Trenčín;
- Prešov – Orlov – Tarnov;
- Fiľakovo – Plešivec – Dobšiná, Jesenské – Tisovec.

Il Regno d'Ungheria cercò di usare capitali privati per la costruzione delle ferrovie; tuttavia la mancanza di fondi minacciò la loro costruzione e iniziò quindi nel 1868 a costruirne con propri fondi.
La costruzione delle ferrovie fu accompagnata da una serie di scandali e casi di corruzione tra aristocrazia, politici e imprenditori. Nonostante ciò, la base della rete ferroviaria fu creata in un tempo relativamente breve.
Il panico del 1873, col crollo della borsa di Vienna, portò a una crisi che colpì l'economia dell'impero per tutta la prima metà degli anni '70 del XIX secolo. Il peggioramento delle circostanze economiche si rifletteva sull'ulteriore costruzione di ferrovie. Durante questo periodo, il Paese era consapevole dell'importanza strategica del trasporto ferroviario per l'economia e la politica e rispose alla situazione fermando la costruzione di ferrovie costose e creando le condizioni per la costruzione e lo sviluppo di ferrovie locali.

### Dal 1918 al 1945
Dopo la formazione della Cecoslovacchia, il compito più importante fu quello di mantenere e gestire la rete ferroviaria definita dai nuovi confini. Due divisioni, che furono istituite nelle città di Bratislava e Košice, erano responsabili della gestione della rete. La Slovacchia ereditò una rete ferroviaria che era insufficiente per i nuovi requisiti statali.
L'unica linea efficiente era quella tra Košice e Bohumín. Lo stato decise quindi di rilevare la gestione di tutte le ferrovie private e di estendere le linee ferroviarie. La pressione della concorrenza del trasporto merci su strada stimolò ulteriori sviluppi. La velocità dei treni merci fu aumentata fino a 70 km/h applicando il freno continuo. Un progresso significativo nel traffico passeggeri fu ottenuto con la motorizzazione delle ferrovie locali.

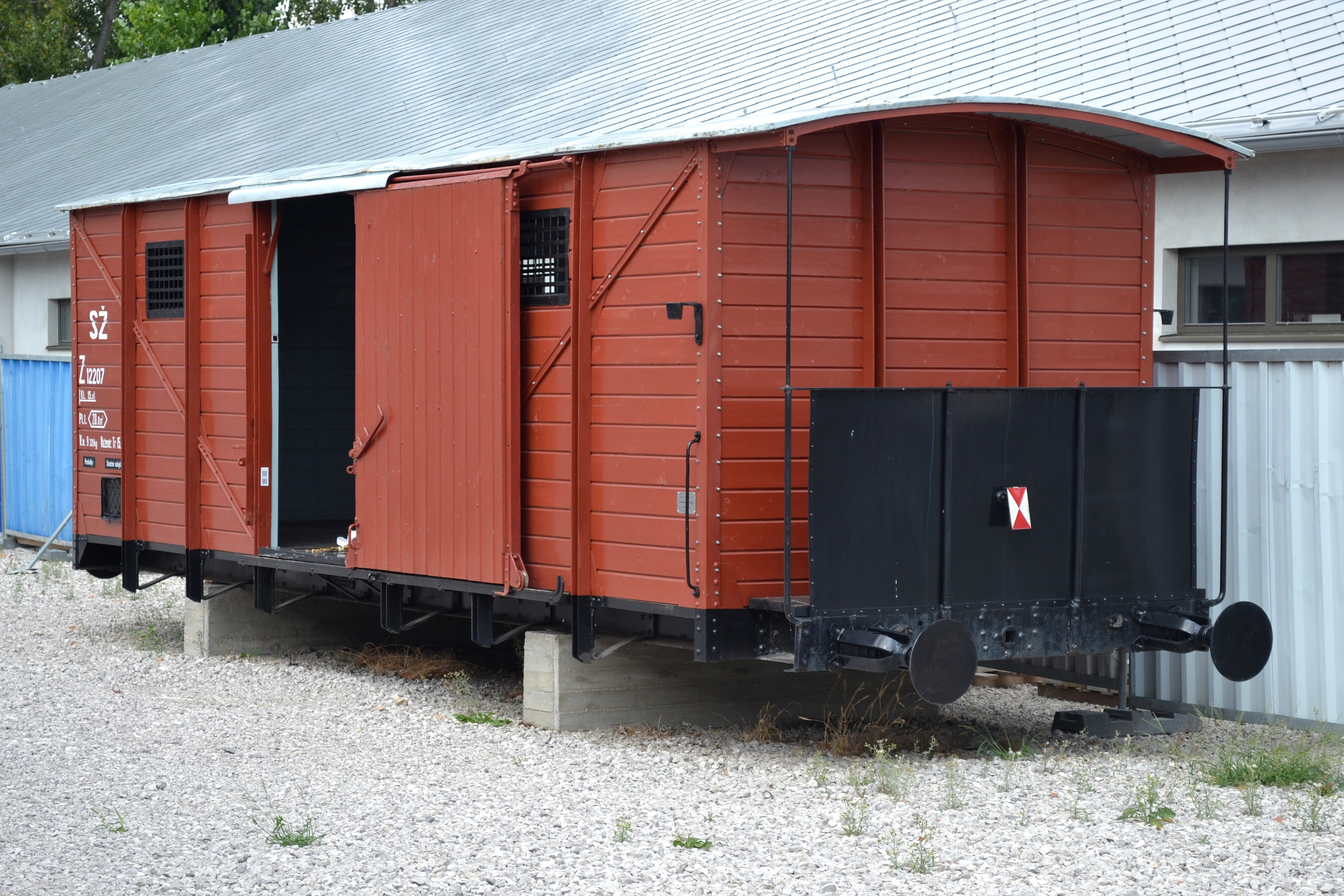
Vagone ferroviario restaurato, precedentemente utilizzato per il trasporto di ebrei slovacchi. SŽ sta per Slovenské Železnice

Il 3 marzo 1939 fu fondata la prima Repubblica slovacca, stato fantoccio della Germania nazista. La guerra aumentò considerevolmente la quantità di merci trasportate sulle ferrovie slovacche; il ruolo chiave fu svolto dall'esportazione di materie prime e prodotti agricoli e alimentari. Il trasporto passeggeri fu caratterizzato da ampi movimenti stagionali di lavoratori agricoli e industriali provenienti dalle attuali Polonia, Slovacchia, Ucraina e Russia che viaggiavano verso la Germania.

### Dal 1945 a oggi
Dopo la seconda guerra mondiale, con la restaurazione della Cecoslovacchia, il problema principale da risolvere era la ricostruzione della rete ferroviaria. Col colpo di stato del 1948 si passò a un regime comunista, che nazionalizzò tutte le ferrovie private. La capacità insufficiente della linea Čierna nad Tisou – Košice – Žilina – Bohumín accelerò l'espansione della rete ferroviaria nella Slovacchia meridionale. Contemporaneamente si iniziò con l'elettrificazione di parte delle ferrovie. L'industrializzazione ebbe un impatto significativo sulla crescita del trasporto passeggeri: le persone viaggiavano per lavoro e scuola su grandi distanze. Con lo sviluppo del trasporto individuale in auto negli anni 1970, l'intensità del trasporto ferroviario cominciò a diminuire.
Il 1º gennaio 1993, la Slovacchia divenne indipendente e venne quindi fondata la società Železnice Slovenskej republiky. La cattiva situazione iniziale richiese l'adozione di misure per consolidare il funzionamento della rete ferroviaria il più rapidamente possibile. La misura più importante fu quella di creare le condizioni per la privatizzazione e l'ottimizzazione dell'attività ferroviaria per soddisfare le esigenze aziendali. L'obiettivo era quello di fornire accesso al mercato commerciale dell'Unione europea e di sfruttare la posizione geografica del territorio della Repubblica Slovacca e il suo potenziale turistico.

## Linee
| Linea | Percorso                        | Percorso                         | Lunghezza | Scartamento         | Gestore                                                    | Attiva dal |
| Linea | Da                              | A                                | Lunghezza | Scartamento         | Gestore                                                    | Attiva dal |
| ----- | ------------------------------- | -------------------------------- | --------- | ------------------- | ---------------------------------------------------------- | ---------- |
| 100   | Bratislava                      | Devínska Nová Ves Marchegg (AT)  | 18,75 km  | standard (1 435 mm) | ŽSR fino al confine, poi ÖBB                               | 1848       |
| 101   | Petržalka                       | Kittsee (AT)                     | 73,34 km  | standard (1 435 mm) | ŽSR fino al confine, poi ÖBB                               | 1897       |
| 110   | Bratislava                      | Kúty Břeclav (CZ)                | 82,13 km  | standard (1 435 mm) | ŽSR fino al confine, poi ČD                                | 1891       |
| 112   | Zohor                           | Plavecký Mikuláš                 | 35,01 km  | standard (1 435 mm) | ŽSR                                                        | 1911       |
| 113   | Zohor                           | Záhorská Ves                     | 14,51 km  | standard (1 435 mm) | ŽSR                                                        | 1911       |
| 114   | Kúty                            | Skalica Sudoměřice (CZ)          | 27,74 km  | standard (1 435 mm) | ŽSR fino al confine, poi ČD                                | 1891       |
| 115   | Holíč                           | Hodonín (CZ)                     | 6,13 km   | standard (1 435 mm) | ŽSR fino al confine, poi ČD                                | 1891       |
| 116   | Kúty                            | Trnava                           | 67,46 km  | standard (1 435 mm) | ŽSR                                                        | 1898       |
| 117   | Jablonica                       | Brezová pod Bradlom              | 11,66 km  | standard (1 435 mm) | ŽSR                                                        | 1899       |
| 120   | Bratislava                      | Žilina                           | 203 km    | standard (1 435 mm) | ŽSR                                                        | 1870-1872  |
| 121   | Nové Mesto nad Váhom            | Vrbovce Veselí nad Moravou (CZ)  | 68 km     | standard (1 435 mm) | ŽSR fino al confine, poi ČD                                | 1927       |
| 122   | Tranvia di Trenčianske Teplice  | Tranvia di Trenčianske Teplice   | 5,85 km   | ridotto (760 mm)    | ŽSR                                                        | 1909       |
| 123   | Trenčianske Teplice             | Horné Srnie Vlárský průsmyk (CZ) | 12,64 km  | standard (1 435 mm) | ŽSR fino al confine, poi ČD                                | 1888       |
| 124   | Nemšová                         | Lednické Rovne                   | 21 km     | standard (1 435 mm) | ŽSR                                                        | 1910       |
| 125   | Púchov                          | Strelenka Horní Lideč (CZ)       | 27,64 km  | standard (1 435 mm) | ŽSR fino al confine, poi ČD                                | 1914       |
| 126   | Žilina                          | Rajec                            | 20,9 km   | standard (1 435 mm) | ŽSR                                                        | 1871       |
| 127   | Žilina                          | Čadca Bohumín (CZ)               | 40 km     | standard (1 435 mm) | ŽSR fino al confine, poi ČD                                | 1871       |
| 128   | Čadca                           | Makov                            | 26,17 km  | standard (1 435 mm) | ŽSR                                                        | 1914       |
| 129   | Čadca                           | Skalité Serafínov Zwardoň (PL)   | 21 km     | standard (1 435 mm) | ŽSR fino al confine, poi PKP                               | 1884       |
| 130   | Bratislava                      | Štúrovo                          | 149 km    | standard (1 435 mm) | ŽSR                                                        | 1850       |
| 131   | Bratislava                      | Komárno                          | 95 km     | standard (1 435 mm) | ŽSR                                                        | 1895       |
| 132   | Bratislava                      | Hegyeshalom                      | 33 km     | standard (1 435 mm) | ŽSR                                                        | 1891       |
| 133   | Galanta                         | Leopoldov                        | 29,65 km  | standard (1 435 mm) | ŽSR                                                        | 1883-1885  |
| 134   | Šaľa                            | Neded                            | 19,05 km  | standard (1 435 mm) | ŽSR                                                        | 1909       |
| 135   | Nové Zámky                      | Komárno Komárom (HU)             | 35,38 km  | standard (1 435 mm) | ŽSR fino al confine, poi MA                                | 1896       |
| 136   | Komárno                         | Kolárovo                         | 25,81 km  | standard (1 435 mm) | ŽSR                                                        | 1914       |
| 140   | Nové Zámky                      | Prievidza                        | 111,61 km | standard (1 435 mm) | ŽSR                                                        | 1900       |
| 141   | Leopoldov                       | Kozárovce                        | 83 km     | standard (1 435 mm) | ŽSR                                                        | 1898       |
| 142   | Zbehy                           | Radošina                         | 24,8 km   | standard (1 435 mm) | ŽSR                                                        | 1909       |
| 143   | Trenčín                         | Chynorany                        | 49 km     | standard (1 435 mm) | ŽSR                                                        | 1884       |
| 144   | Prievidza                       | Nitrianske Pravno                | 10,9 km   | standard (1 435 mm) | ŽSR                                                        | 1909       |
| 145   | Horná Štubňa                    | Zvolen                           | 37 km     | standard (1 435 mm) | ŽSR                                                        | 1913-1931  |
| 150   | Nové Zámky                      | Zvolen                           | 129 km    | standard (1 435 mm) | ŽSR                                                        | 1872       |
| 151   | Nové Zámky                      | Zlaté Moravce                    | 55 Km     | standard (1 435 mm) | ŽSR                                                        | 1894       |
| 152   | Štúrovo                         | Levice                           | 52,32 km  | standard (1 435 mm) | ŽSR                                                        | 1885-1887  |
| 153   | Zvolen                          | Čata                             | 106 km    | standard (1 435 mm) | ŽSR                                                        | 1923       |
| 154   | Hronská Dúbrava                 | Banská Štiavnica                 | 19,73 km  | standard (1 435 mm) | ŽSR                                                        | 1873       |
| 160   | Košice                          | Zvolen                           | 233 km    | standard (1 435 mm) | ŽSR                                                        | 1890       |
| 161   | Lučenec                         | Veľký Krtíš                      | 41 km     | standard (1 435 mm) | ŽSR e MA (nei soli tratti in cui si attraversa l'Ungheria) | 1871       |
| 162   | Lučenec                         | Utekáč                           | 41,19 km  | standard (1 435 mm) | ŽSR                                                        | 1901-1909  |
| 163   | Breznička                       | Katarínska Huta                  | 9,96 km   | standard (1 435 mm) | ŽSR                                                        | 1901       |
| 164   | Fiľakovo                        | Somoskőújfalu (HU)               | 11,7 km   | standard (1 435 mm) | ŽSR fino al confine, poi MA                                | 1908       |
| 165   | Plešivec                        | Muráň                            | 40,92 km  | standard (1 435 mm) | ŽSR                                                        | 1893       |
| 166   | Plešivec                        | Slavošovce                       | 23,80 km  | standard (1 435 mm) | ŽSR                                                        | 1894       |
| 167   | Rožňava                         | Dobšiná                          | 26,06 km  | standard (1 435 mm) | ŽSR                                                        | 1874       |
| 168   | Moldava nad Bodvou              | Medzev                           | 15,35 km  | standard (1 435 mm) | ŽSR                                                        | 1894       |
| 169   | Košice                          | Hidasnémeti (HU)                 | 26,04 km  | standard (1 435 mm) | ŽSR                                                        | 1860       |
| 170   | Zvolen                          | Vrútky                           | 96 km     | standard (1 435 mm) | ŽSR                                                        | 1872-1940  |
| 171   | Zvolen                          | Diviaky                          | 67,21 Km  | standard (1 435 mm) | ŽSR                                                        | 1884       |
| 172   | Banská Bystrica                 | Červená Skala                    | 86 km     | standard (1 435 mm) | ŽSR                                                        | 1884-1936  |
| 173   | Margecany                       | Červená Skala                    | 92,57 km  | standard (1 435 mm) | ŽSR                                                        | 1884-1936  |
| 174   | Jesenské                        | Brezno                           | 82 km     | standard (1 435 mm) | ŽSR                                                        | 1896       |
| 180   | Žilina                          | Košice                           | 238,88 km | standard (1 435 mm) | ŽSR                                                        | 1870-1872  |
| 181   | Kraľovany                       | Trstená                          | 56,45 km  | standard (1 435 mm) | ŽSR                                                        | 1899       |
| 182   | Štrba                           | Štrbské Pleso                    | 4,60 km   | metrico (1 000) mm) | ŽSR                                                        | 1896       |
| 183   | Poprad                          | Štrbské Pleso                    | 29,01 km  | metrico (1 000) mm) | ŽSR                                                        | 1908-1912  |
| 184   | Starý Smokovec                  | Tatranská Lomnica                | 5,98 km   | metrico (1 000) mm) | ŽSR                                                        | 1911       |
| 185   | Poprad                          | Plaveč                           | 59,58 km  | standard (1 435 mm) | ŽSR                                                        | 1889-1893  |
| 186   | Spišská Nová Ves                | Levoča                           | 12,65 km  | standard (1 435 mm) | ŽSR                                                        | 1892       |
| 187   | Spišské Vlachy                  | Spišské Podhradie                | 9,22 km   | standard (1 435 mm) | ŽSR                                                        | 1894       |
| 188   | Kysak                           | Muszyna (PL)                     | 94 km     | standard (1 435 mm) | ŽSR fino al confine, poi PKP                               | 1873       |
| 190   | Košice                          | Čierna nad Tisou                 | 98,75 km  | standard (1 435 mm) | ŽSR                                                        | 1872-1985  |
| 191   | Michaľany                       | Humenné                          | 121,3 km  | standard (1 435 mm) | ŽSR                                                        | 1871-1874  |
| 192   | Trebišov                        | Vranov nad Topľou                | 31,90 km  | standard (1 435 mm) | ŽSR                                                        | 1903       |
| 193   | Prešov                          | Humenné                          | 70 km     | standard (1 435 mm) | ŽSR                                                        | 1942       |
| 194   | Prešov                          | Bardejov                         | 45 km     | standard (1 435 mm) | ŽSR                                                        | 1893       |
| 195   | Maťovské Vojkovce               | Bánovce nad Ondavou              | 31,9 km   | standard (1 435 mm) | ŽSR                                                        | 1921       |
| 196   | Humenné                         | Stakčín                          | 26,76 km  | standard (1 435 mm) | ŽSR                                                        | 1909       |
| 500   | Uzhhorod (UA) Maťovské Vojkovce | Haniska                          | 88,05 km  | largo (1 520 mm)    | ŽSR                                                        | 1966       |

## Operatori

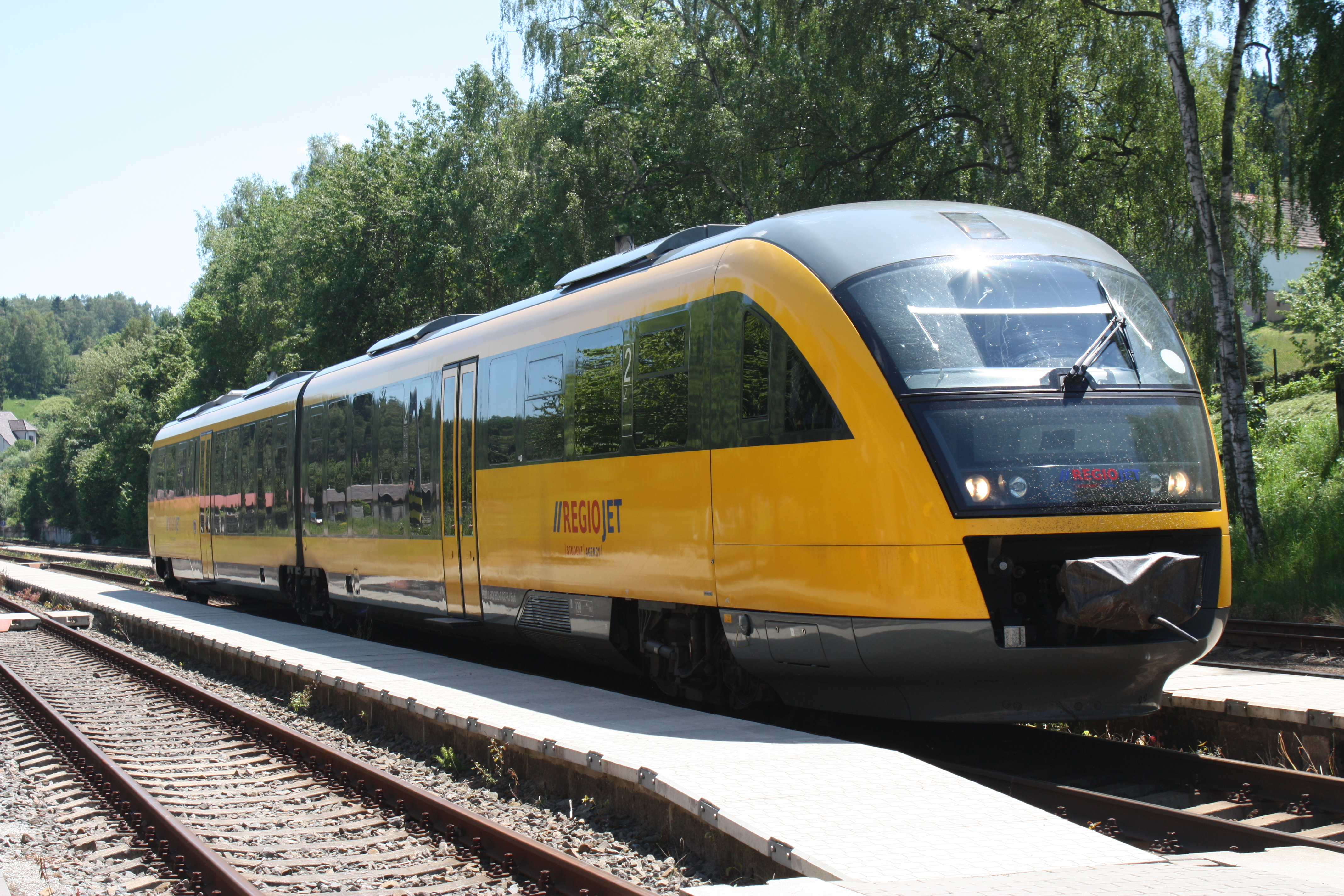
Un treno RegioJet

- Železnice Slovenskej republiky (ŽSR) - compagnia di Stato slovacca, gestore dell'infrastruttura
- Železničná spoločnosť Slovensko (ZSSK) - compagnia di Stato per il trasporto passeggeri
- Železničná spoločnosť Cargo Slovakia (ZSCS) - compagnia di Stato per il trasporto cargo
- RegioJet - compagnia privata
- Leo Express - compagnia privata
- Arriva - compagnia privata
- Čiernohronská železnica (ČHŽ) - operatore per la ferrovia turistica a scartamento ridotto (760 mm) dei monti metalliferi slovacchi